# モショヴツェ
モショヴツェ（Mošovce）は昔の地域名のトゥレェツ（Turiec）にある最大の村のひとつである。現在は、スロバキア北部のジリナ県のOkres Turčianske Tepliceに属している。

## 歴史
現在残っている多くの歴史的な建物について770年以上前のものであると考える根拠がある。初めて記録にその名が現れるのは1233年のエンドレ2世王の譲渡証書である。最初、モショヴツェは2つの村からできていた:最初の1つ、マハユフMachyuchは今日のスタリーラドStarý Radにあった。そして、現在の村の名前のもととなったテルラモイシュTerra Moysは現在のヴィドゥルモフVidrmochにあった。第2の村の名前テルラモイシュという言葉がモイシュMojšの土地を意味するところから、全村がモイシュという人物の所有であった時期があると考えられている。モイシュという名前はVojtechやMojmírと同じく混合のスラブの名前Mojtechの省略形であるかもしれない。年を経るにつれ村の名前はMossovych、Mosocz、Mossowecz、villa regia Mayos alio nomine Mossovych、oppidioum Mayus sue Mosocz、Mosocz olim Mayus そして現代のモショヴツェへと変化してきた。モショヴツェの別の村の昔の地名ホルヌコウChornukovはチェルナコウČerňakovとなって現代に伝わっている。
はじめ、モショヴツェは自由宣言された皇帝領であった。14世紀中頃から都市権(英:town privileges、独:Stadtrecht)を持つ町としてブラトニツァ (Blatnica) の王城に従属する。1527年にレーヴァイ(Révay)家の手に下り、以降400年間レーヴァイ家はモショヴツェの都市権を抑制した。
以前、モショヴツェはTuriec地域の重要な手工業の中心であった。モショヴツェの手工業は大変発展し、およそ15のギルドが活動していた。ブーツ製造業者のギルドと最も有名な毛皮商人のギルドは長い間存続した。現在のモショヴツェは多くの見どころを有する観光地である。

## 地勢
モショヴツェの環境は独特なものである。歴史的な並木道と林は、Tlstáをピークとするヴェルカーファトラ(Veľká Fatra) 山地 の森林景観に延長として働く審美的で、印象的な景色を作成する。この山脈はスロバキアで最も魅力的な物のひとつである。 ブラトニツカー(Blatnická)及びガジェルスカー(Gaderská)の近くの谷の美しい性質と同様、素晴らしい形の 石灰岩と苦灰岩は、世界の各地の人々を引き付けている。
モショヴカと呼ばれる渓流がモショヴツェを流れており、この渓流は2つに分流する。上の渓流と呼ばれる本流はかつて水車に利用されていた。

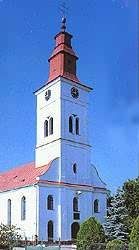
The Lutheran church at Mošovce

## 名所・旧跡
重要な名所の1つは広大な英国式庭園にある18世紀後半のロココ様式の邸宅である。他にはJán Kollárの出生地、古代人と同じ場所に建設された貴重な祭壇を有するカトリック教会、1784年建造のプロテスタント教会、現在は工芸博物館として使われているマウソレウム、モダニズムの温室、1800年建造の新ゴシック様式の庭園パビリオンなどの名所がある。

## 著名な居住者
モショヴツェは数々の著名人を輩出している。フリツォ・カフェンダ(Frico Kafenda 1883-1963年、作曲家)、アンナ・ラツコヴァー・ツォラ(Anna Lacková-Zora 1899-1988年、作家)、 シュテファン・クルチェメーリ(Štefan Krčméry 1892-1955年、文芸評論家、 歴史家、および 詩人) 、 ユール・テサーク・モスウスキー(Júr Tesák Mošovský 1545-1617年、バロックの劇作家)、ミロスラウ・シュミード(Miloslav Schmidt 1881-1934年、スロバキアの消防団の創設者)などである。
モショヴツェ出身の最も重要な人物は、おそらくスラブ の詩人、哲学者、でプロテスタント の司祭であったヤーン・コラール(Ján Kollár 1793-1852年) である。彼の詩的作品「スラブの娘」(Slávy Dcera)は少なくとも2つの国家の文学に大きな影響を及ぼした。彼の作品は現代の愛国者と国家活動家のための基礎と動機としてしばしば引用される。彼の作品は数々のスラブ諸語に翻訳されるとともに非スラブ系の言語にも翻訳されている。

## 日常生活
この村は農業と漁業の学校を運営しており、この学校は中央ヨーロッパに数校しかないこの種の学校のひとつである。毎年開かれる行事として、10月はじめに開催される伝統のMošovský michalský jarmokがあり、このフェアはスロバキアで開かれる最大級のものである。この他に、8月末にŠRZ Drienokカップバレーボールトーナメントが開かれる。この大会は1977年に始まったスロバキア最大のアマチュアのバレーボールトーナメントであり、 約90チームが参加する。
姉妹都市:
- ラリッチ（英語版） - セルビア
- コジ（ポーランド語版） - ポーランド
- ドヴィコジ（ポーランド語版） - ポーランド

## ギャラリー

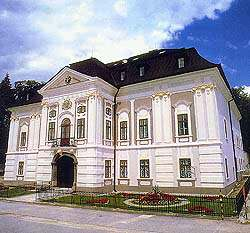
モショヴツェのロココ様式の邸宅
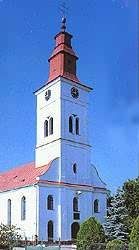
モショヴツェのプロテスタント教会
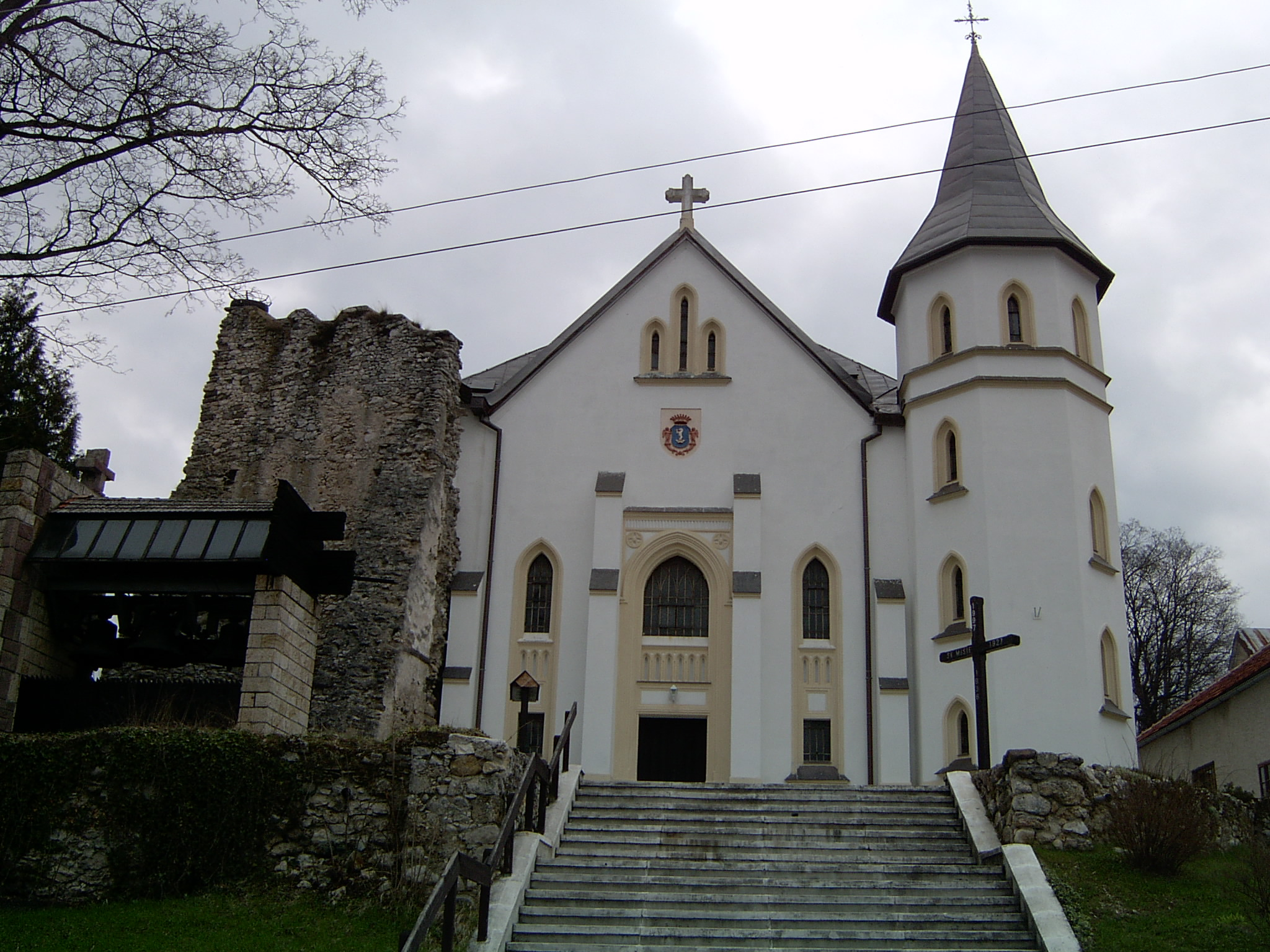
モショヴツェのカトリック教会
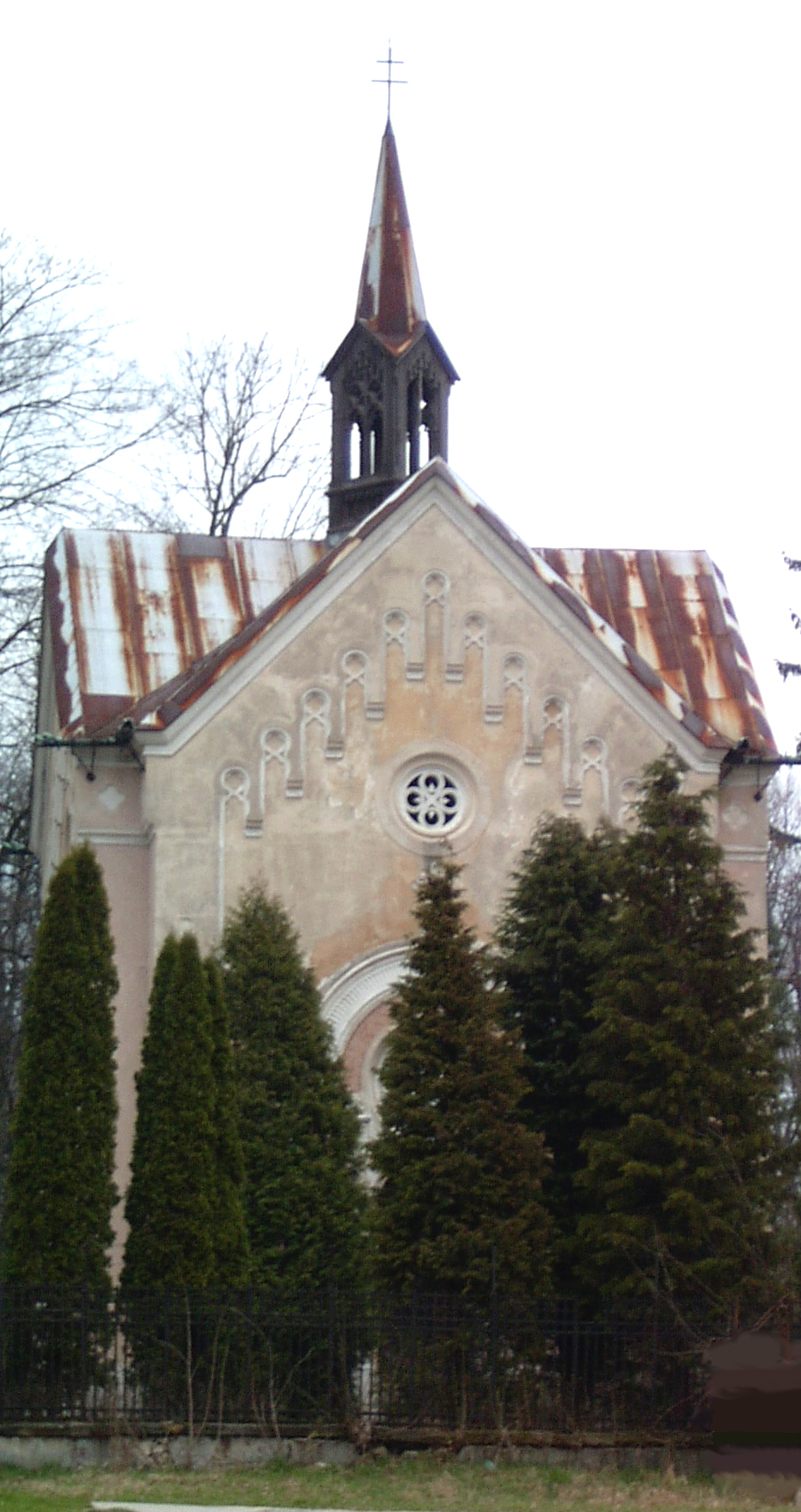
ゴシック・リヴァイヴァル建築の礼拝堂、以前は霊廟、現在はモショヴツェ博物館
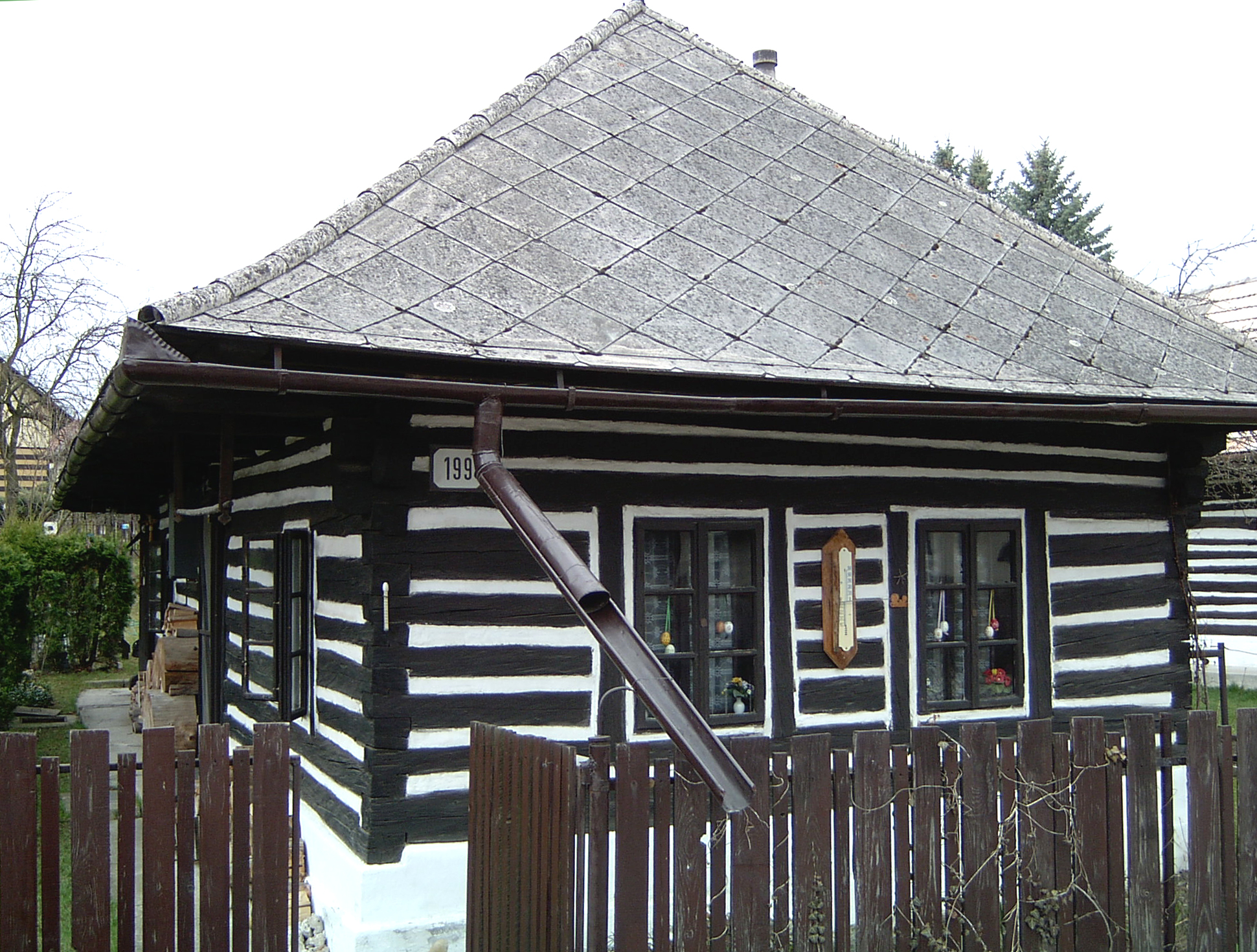
モショヴツェの伝統的な家屋
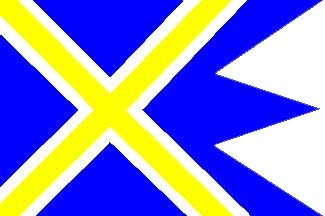
モショヴツェの旗
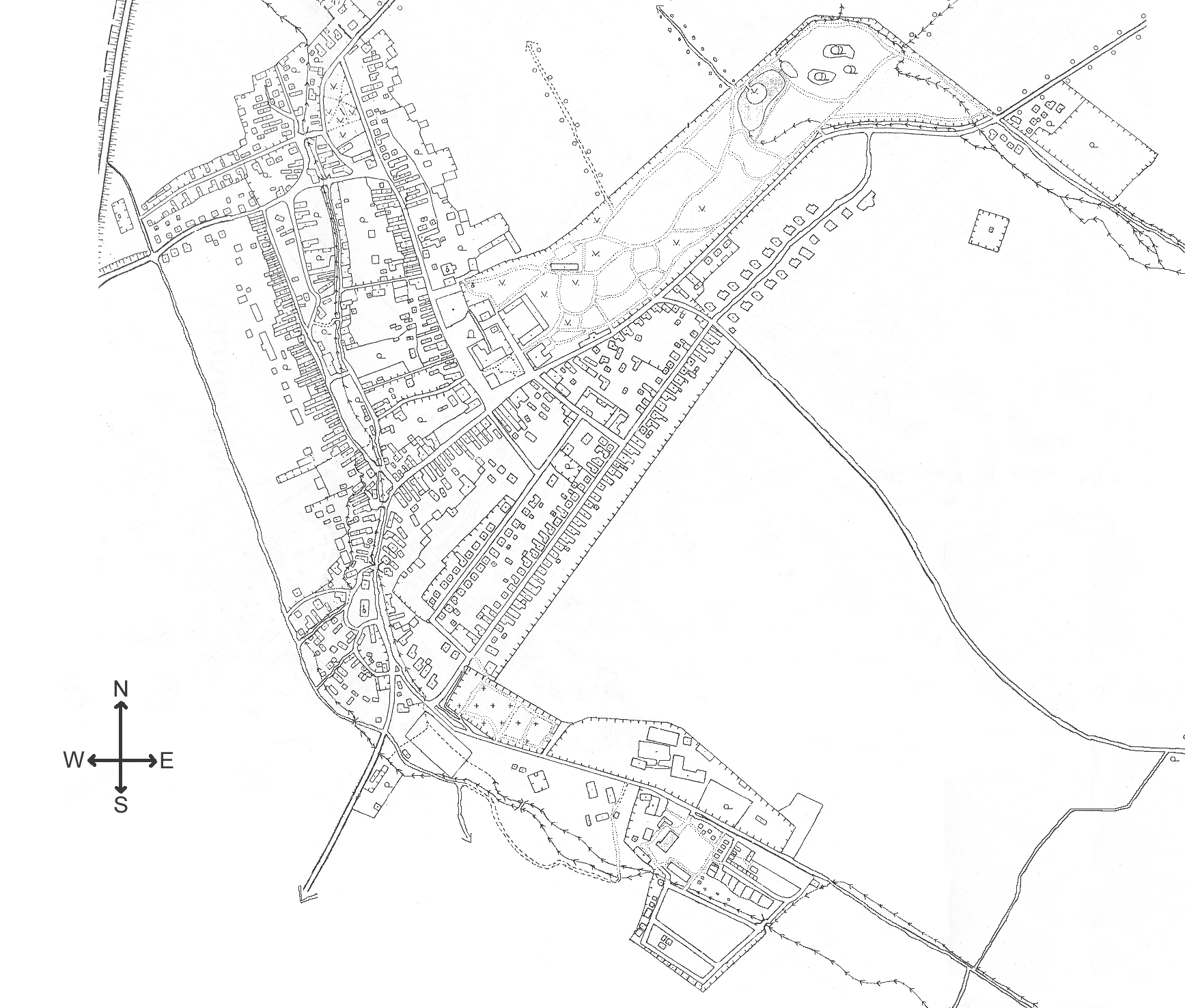
モショヴツェの地図